# Jogos de cassino

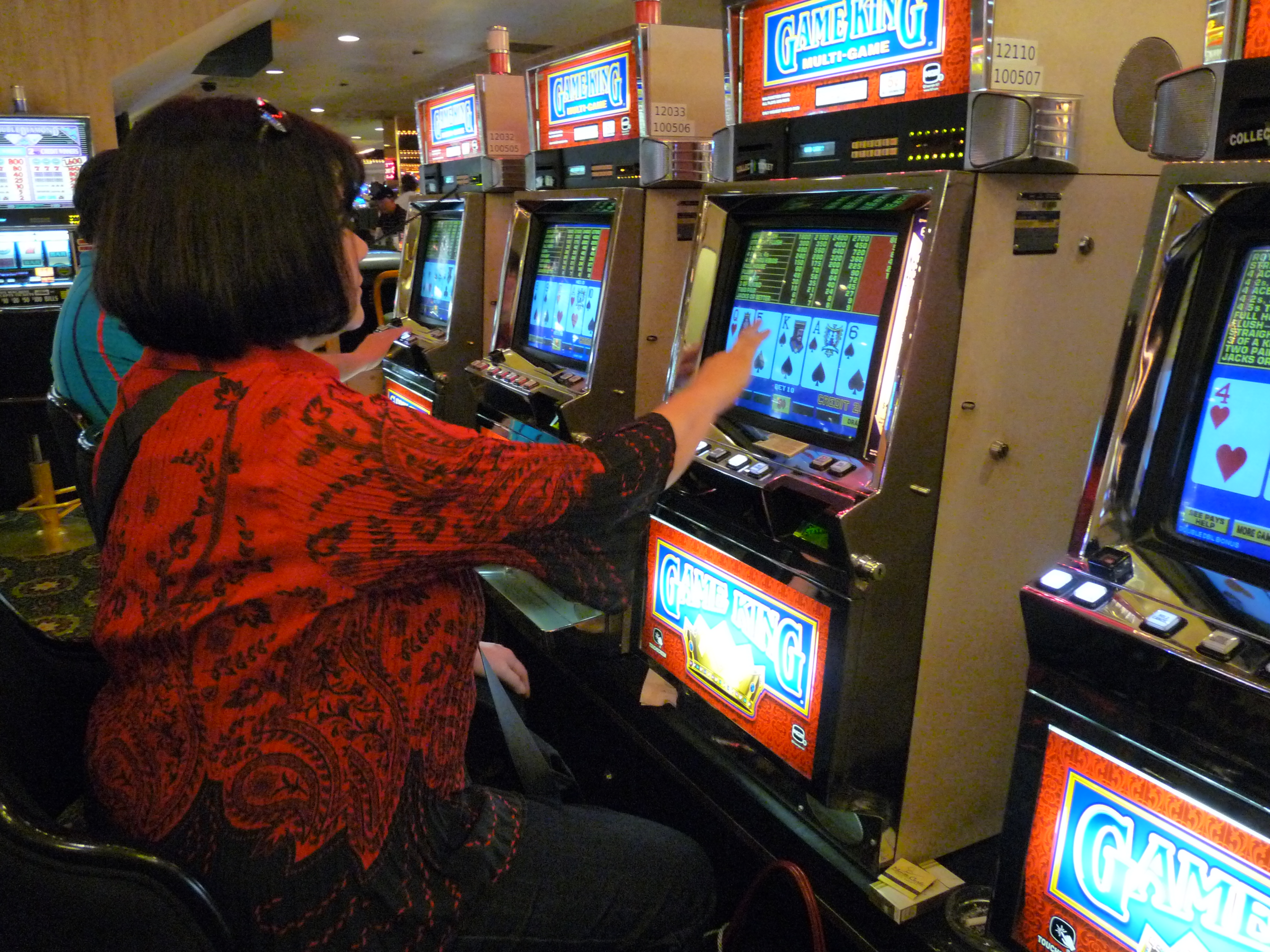
As máquinas caça-níqueis são um tipo popular de jogo de cassino.

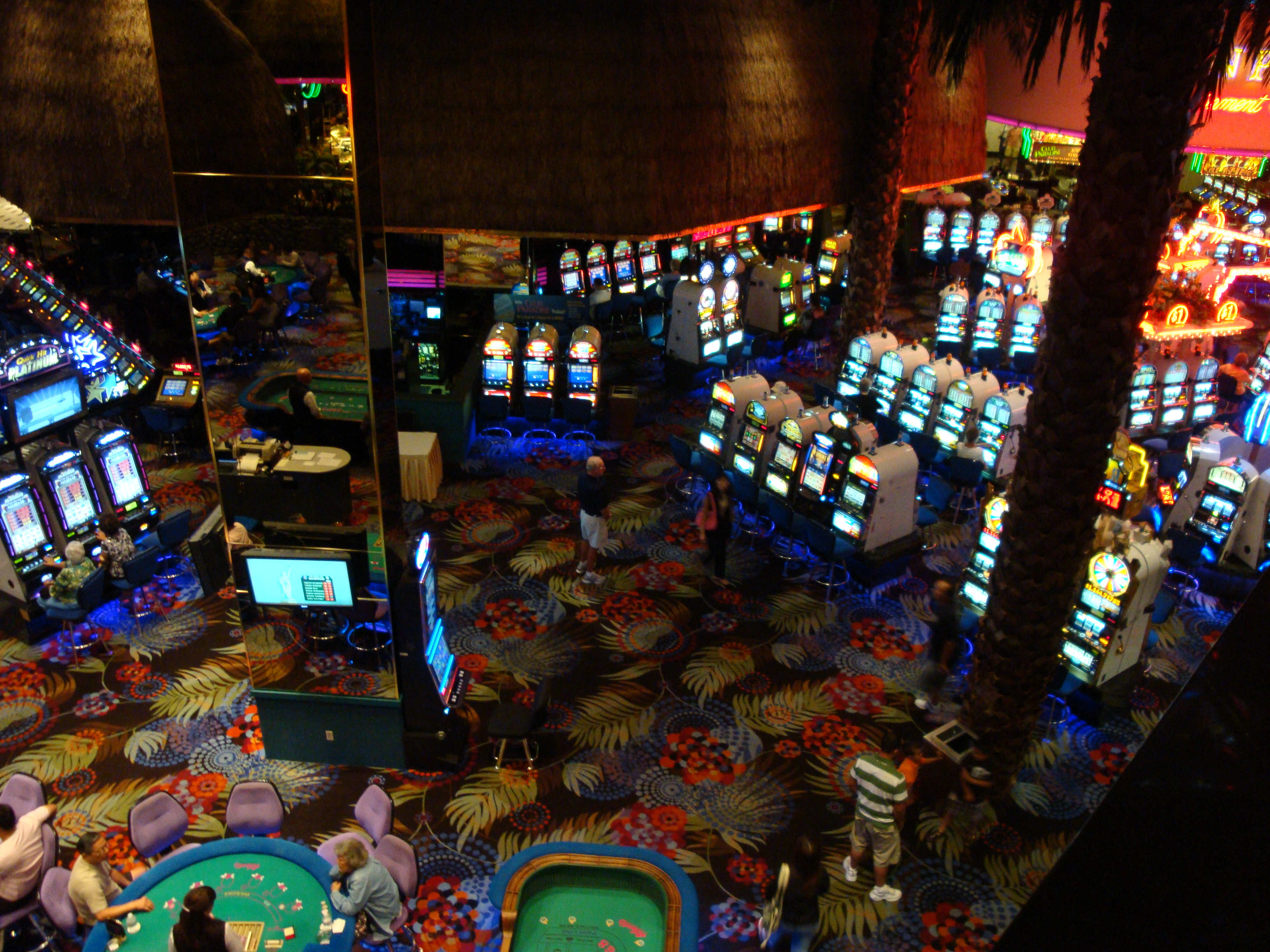
Vista aérea do piso de um cassino com jogos de mesa (parte inferior) e máquinas caça-níqueis.

Nos jogos de cassino, os jogadores apostam dinheiro ou fichas em possíveis resultados aleatórios ou combinações de resultados. Eles também estão disponíveis em cassinos on-line, quando permitido por lei. Também é possível jogar em máquinas que simulam jogos de azar fora dos cassinos para fins de entretenimento, como em festas ou competições escolares.

## Categorias
Há três categorias principais de jogos de cassino: máquinas de jogos, jogos de mesa e jogos de números aleatórios. As máquinas de jogos, como caça-níqueis e pachinko, são jogadas por um jogador de cada vez e não requerem o envolvimento de funcionários do cassino. Os jogos de mesa, como blackjack ou craps, envolvem um ou mais jogadores que estão competindo contra a casa (o próprio cassino) e não entre si. Os jogos de mesa são geralmente conduzidos por funcionários do cassino conhecidos como crupiês. Os jogos de números aleatórios são baseados na seleção de números aleatórios, seja de um gerador de números computadorizado ou de outro equipamento. Eles podem ser jogados em uma mesa ou por meio da compra de bilhetes de papel ou cartões, como o keno ou o bingo.
Alguns jogos de cassino combinam vários aspectos; por exemplo, a roleta é um jogo de mesa conduzido por um crupiê que envolve números aleatórios. Os cassinos também podem oferecer outros tipos de jogos, como pôquer ou torneios em que os jogadores competem entre si.

## Jogos frequentes

### Jogos de mesa
Geralmente, os jogos de mesa envolvem alguma forma de aposta, mas também podem ser jogados individualmente de acordo com as regras do local.  Os jogos de mesa encontrados nos cassinos incluem:
- Bilhar americano
- Pôquer
- Bacará
- Blackjack
- Roleta

### Máquinas de jogos
As máquinas de jogos encontradas nos cassinos incluem:
- Caça-níquel
- Pachinko

### Jogos de números aleatórios
Os jogos de números aleatórios encontrados em cassinos incluem:
- Keno
- Bingo

## Vantagem a favor da casa
Os jogos de cassino geralmente oferecem uma vantagem previsível de longo prazo para o cassino (também chamado de casa) enquanto proporcionam aos jogadores a possibilidade de um ganho de curto prazo que, em alguns casos, pode ser grande. Alguns jogos de cassino têm um elemento de habilidade em que as decisões dos jogadores têm um impacto sobre os resultados. Os jogadores que possuem habilidades suficientes para eliminar a desvantagem inerente de longo prazo (a margem da casa) em um jogo de cassino são chamados de jogadores com vantagem.
A desvantagem dos jogadores é resultado do fato de o cassino não pagar as apostas vencedoras de acordo com as “probabilidades reais” do jogo, que são os pagamentos que seriam esperados considerando as probabilidades de uma aposta ganhar ou perder. Por exemplo, se um jogo for jogado apostando no número que resultaria do lançamento de um dado, as probabilidades reais seriam 6 vezes o valor apostado, já que há uma chance de 1 em 6 de qualquer número aparecer, supondo que o jogador receba de volta o valor original apostado. No entanto, o cassino só pode pagar 4 vezes o valor apostado para uma aposta vencedora. A margem da casa é definida como o lucro do cassino expresso como uma porcentagem da aposta original do jogador.
Na roleta americana, há dois “zeros” (0, 00) e 36 números diferentes de zero (18 vermelhos e 18 pretos), o que dá uma vantagem maior a casa em comparação com a roleta europeia. As chances de um jogador que aposta 1 unidade no vermelho ganhar são 18/38 e suas chances de perder 1 unidade são 20/38.  Portanto, a margem da casa é de 5,26%. Após 10 rodadas, apostando 1 unidade por rodada, o lucro médio da casa será de 10 × 1 × 5,26% = 0,53 unidades. As roletas europeias têm apenas um “zero” e, portanto, a vantagem da casa é igual a 1/37 = 2,7%.
A margem da casa dos jogos de cassino varia de acordo com o jogo. O Keno pode ter vantagem de até 25% e as máquinas caça-níqueis de até 15%. O cálculo da margem em outros jogos requere uma análise combinatória e/ou simulação por computador para concluir a tarefa. Os jogos de cartas possuem muitas variações que são dadas tanto pelas regras quanto pela quantidade de baralhos. Em blackjack, a vantagem da casa costuma ser inferior a 1%, podendo chegar até a 0,17% se se trata de um jogo de apenas um baralho. Em pôquer, o valor costuma girar entre 2% e 5%. No bacará, a vantagem da casa é de até 1,25% subindo para 14% se há empate.
Tradicionalmente, a maioria dos cassinos se recusa a revelar as informações sobre a margem da casa para seus jogos de caça-níqueis e, devido ao número desconhecido de símbolos e pesos das bobinas, é difícil calcular a margem. Nos jogos em que os jogadores não estão competindo contra a casa, como o pôquer, o cassino geralmente ganha dinheiro por meio de uma comissão, conhecida como “rake”.

### Desvio padrão
O fator sorte em um jogo de cassino é quantificado por meio de desvios padrão (DP). O desvio padrão de um jogo simples como a roleta pode ser calculado usando a distribuição binomial. Na distribuição binomial, SD = {\displaystyle \surd npq}, onde n = número de rodadas jogadas, p = probabilidade de ganhar e q = probabilidade de perder. A distribuição binomial pressupõe um resultado de 1 unidade para uma vitória e 0 unidades para uma perda, em vez de -1 unidades para uma perda, o que dobra o intervalo de resultados possíveis. Além disso, se a aposta fixa for de 10 unidades por rodada em vez de 1 unidade, o intervalo de resultados possíveis aumenta 10 vezes. O desvio padrão aumenta conforme o valor dos possíveis pagamentos.
À medida que o número de rodadas aumenta, a perda esperada excederá o desvio padrão, que é proporcional à raiz quadrada do número de rodadas jogadas, enquanto a perda esperada é proporcional ao número de rodadas jogadas. À medida que o número de rodadas aumenta, a perda esperada aumenta em um ritmo mais rápido. É por isso que é impossível para um apostador ganhar a longo prazo. A alta proporção entre o desvio padrão de curto prazo e a perda esperada que faz com que os apostadores pensem que podem ganhar.
É importante para um cassino conhecer a margem da casa e a variação dos seus jogos. A margem da casa informa o tipo de lucro que eles terão como porcentagem do faturamento e a variação informa o quanto eles precisam em termos de reservas de caixa. Os matemáticos e programadores de computador que fazem esse tipo de trabalho são chamados de matemáticos de jogos e analistas de jogos.